# Космическое
Космическое — пресноводное озеро на острове Хейса архипелага Земля Франца-Иосифа, Приморский район Архангельской области России.
Расположено в крайней северо-восточной части острова на мысе Обсерваторский.
Вокруг, на перемычке от 100 до 150 метров между берегом моря и озера, располагается обсерватория имени Кренкеля.
Зимой до дна не промерзает.
Название получило в связи с первым стартом с озера 22 октября 1957 года метеорологических ракет.